# عبد الله السيد عيسى
عبد الله السيد عيسى حسن (مواليد 14 يونيو 1982) لاعب كرة قدم بحريني معتزل كان يجيد اللعب في مركز المهاجم وحاليا مدير الكرة في نادي المالكية البحريني.